# Ridgeway (Caroline du Sud)
Pour les articles homonymes, voir Ridgeway (homonymie).
Ridgeway est une ville située dans le comté de Fairfield, dans l’État de Caroline du Sud, aux États-Unis. Lors du recensement de 2020, elle comptait 266 habitants.